# Episodi di Eddie, il cane parlante (seconda stagione)
La seconda stagione della serie televisiva Eddie, il cane parlante è stata trasmessa in anteprima negli Stati Uniti d'America da Nickelodeon tra il 27 gennaio 2001 e il 14 aprile 2001.
| nº | Titolo originale        | Titolo italiano | Prima TV USA     | Prima TV Italia |
| -- | ----------------------- | --------------- | ---------------- | --------------- |
| 1  | Homeward Hound (Part 1) |                 | 27 gennaio 2001  |                 |
| 2  | Homeward Hound (Part 2) |                 | 27 gennaio 2001  |                 |
| 3  | Personal Trainer        |                 | 3 febbraio 2001  |                 |
| 4  | Eddie Loves Tori        |                 | 10 febbraio 2001 |                 |
| 5  | A Star Is Born          |                 | 17 febbraio 2001 |                 |
| 6  | Matchmaking Mutt        |                 | 24 febbraio 2001 |                 |
| 7  | So Shoe Me              |                 | 3 marzo 2001     |                 |
| 8  | Sick as a Dog           |                 | 10 marzo 2001    |                 |
| 9  | Ruby                    |                 | 17 marzo 2001    |                 |
| 10 | Whistle a Happy Tune    |                 | 24 marzo 2001    |                 |
| 11 | You Talk Too Much       |                 | 7 aprile 2001    |                 |
| 12 | Eye of the Mongrel      |                 | 14 aprile 2001   |                 |